# Julien De Beul
Pour les articles homonymes, voir De Beul.
Julien De Beul, né à Molenbeek-Saint-Jean le 28 novembre 1868 et mort avant 1909, est un peintre belge. 
Son champ pictural, de facture conventionnelle, couvre les paysages et les animaux.

## Biographie

### Entourage familial
Julien (Joseph Julien) De Beul, né à Molenbeek-Saint-Jean le 28 novembre 1868, est le fils légitimé de Frans De Beul (1849-1919), artiste peintre, et de Jeanne Callewaert (1850). Julien De Beul a deux frères : Armand (1874-1940), également peintre, et Oscar (1881-1929), sculpteur.  
Julien De Beul épouse à Wez-Velvain, sans obtenir le consentement de ses parents, le 30 septembre 1899 Zélia Catherine Guelton (1876-1917), servante, dont il n'a pas de postérité, mais le couple, résidant rue d'Autriche no 1 à Bruxelles, élève Jeanne Guelton (1900-1982), nièce de la mariée.

### Formation
Julien De Beul, initialement élève de son père, étudie ensuite à l'Académie royale des beaux-arts de Bruxelles, où Joseph Stallaert et Joseph van Severdonck sont ses professeurs. En octobre 1893, il concourt pour le prix Donnay, récompensant les jeunes artistes, où sa représentation peinte d'après nature, du site des Étangs de Groenendael remporte le premier prix, assorti d'une somme de 1000 francs. En revanche, lorsqu'en 1895, il se présente aux épreuves préparatoires du Prix de Rome belge en peinture, Julien De Beul n'est pas retenu parmi les six candidats admis à se prendre part au concours définitif.

### Carrière
Julien De Beul meurt peu avant 1909, son épouse étant désignée comme veuve le 31 janvier 1909.

## Œuvres

### Caractéristiques
Son champ pictural, de facture conventionnelle, couvre les paysages mettant en scène des personnages, telles des laitières et également des animaux.

### Œuvres en vente
- Esclaves gaulois tirant une araire sous la surveillance d’un cavalier romain, esquisse vendue en 2023 à l'hôtel Drouot[5].

### Expositions
- Salon d'Anvers de 1891 : Au lavoir et Frère et sœur[6].
- Salon de Gand (XXXV) de 1892 : Matinée de juillet aux environs de Blankenberghe et Frère et sœur[7].
- Exposition au Cercle artistique de Bruxelles en 1893 : Récolte de pommes de terre au ciel ardent[8].
- Salon des artistes français de 1900 : L'Approche de l'orage[9].